# Краснояровское городище
Красноя́ровское городи́ще (иногда — городище Красный Яр) — археологический памятник, средневековое городище, расположенное в окрестностях села Утёсное недалеко от города Уссурийска Приморского края. Идентифицируется с Верхней столицей чжурчжэньского государства Восточное Ся городом Кайюанем. Объект культурного наследия федерального значения.

## Описание
На городище, расположенном на одноимённой сопке, сохранились с северо-восточной стороны оборонительные валы, длиной около 8 км и высотой до 5 м, внутри городища валами отделена цитадель и имеются следы водоёмов, запасы каменных ядер. Размер городища оценивается в 180 гектаров. На памятнике собран богатый археологический материал, например, здесь были впервые обнаружены предметы защитного вооружения: три шлема и панцирь, что дало возможность реконструировать важную часть экипировки чжурчжэньского воина.

## История и изучение
Городище считается памятником XII—XIII веков. В конце существования поселения (после 1215 г.) было перестроено и превращено в верхнюю (главную) столицу чжурчжэньского государства Восточного Ся — г. Кайюань по приказу Пусянь Ваньну (наместника восточных провинций, отделившегося от империи в 1215 г. и создавшего государство Восточное Ся). По приказу хана Угэдэя в 1233 г. Кайюань был захвачен монголами, которыми командовал принц Гуюк.
Памятник известен с XIX века, его осматривали такие исследователи Приморья, как Арсеньев, Кропоткин и Лопатин. Регулярные археологические исследования городища проводятся с 1995 года. Раскопки начались по программе сохранения исторического наследия Российской Федерации. Городище было в стадии разрушения, вызванного коттеджным строительством, рядом располагалась воинская часть. Первой случайной находкой стала государственная печать с ранее не известным девизом правителя государства Восточное Ся.